# Piikkisaari (ö i Kajanaland)
Piikkisaari är en ö i Finland. Den ligger i sjön Pohjainlampi och i kommunen Puolango i den ekonomiska regionen  Kehys-Kainuu  och landskapet Kajanaland, i den centrala delen av landet, 500 km norr om huvudstaden Helsingfors. Öns area är 0,2 hektar och dess största längd är 80 meter i öst-västlig riktning.